# Jonathan Bate
Jonathan Andrew Bate (nacido el 26 de junio de 1958) es un académico británico, biógrafo, crítico, locutor, escritor y estudioso de Shakespeare, el romanticismo y la ecocrítica.
Fue educado en Sevenoaks School, la Universidad de Cambridge y la Universidad de Harvard, donde obtuvo una beca "Harkness". Anteriormente fue miembro del Trinity Hall, Cambridge y luego el rey Alfredo Profesor de Inglés Literatura en la Universidad de Liverpool antes de convertirse en profesor de Shakespeare y del Renacimiento Literatura en la Universidad de Warwick. Él es un gobernador y miembro de la junta de la Royal Shakespeare Company y forma parte del Consejo de las Artes y Humanidades del Consejo de Investigación. Sus publicaciones incluyen Shakespeare y la imaginación romántica inglesa (1986); Las constituciones de Shakespeare (1989); Shakespeare y Ovidio (1993); la edición de Arden: Tito Andrónico (1995); El genio de Shakespeare (1997); dos obras influyentes de ecocrítica: Ecología romántica (1991) y La canción de la tierra (2000); y una novela basada indirectamente en la vida de William Hazlitt, El remedio del amor. Bate es también un escritor frecuente y presentador de documentales para la BBC Radio 4. Sus temas han incluido: El descubrimiento de la Inglaterra isabelina, Simulando los clásicos y La poesía de la historia (en la que los poemas sobre los grandes acontecimientos son comparados con los relatos históricos). Bate fue nombrado Comandante del Imperio Británico (CBE) el 17 de junio de 2006. También es miembro de la Academia Británica y de la Sociedad Real de Literatura (Royal Society of Literature), y miembro honorífico de su facultad, St. Catharine's College, en Cambridge. Bate vive en un pueblo de Warwickshire, cerca de Stratford-upon-Avon y está casado con la autora y biógrafa Paula Byrne, con quien tiene tres hijos pequeños.

## Obras
- Shakespeare and the English Romantic Imagination. Oxford University Press. 1986.
- Shakespearean Constitutions: Politics, Theatre, Criticism 1730–1830. Oxford University Press. 1989. ISBN 0-19-811749-3.
- Romantic Ecology: Wordsworth and the Environmental Tradition. Routledge. 1991.
- Shakespeare and Ovid. Oxford University Press. 1993.
- Co-editor, Shakespeare: An Illustrated Stage History. Oxford University Press. 1996.
- The Genius of Shakespeare. Picador/Oxford University Press. 1997.
- The Cure for Love. Picador. 1998.
- The Song of the Earth. Picador/Harvard University Press. 2000.
- John Clare: A Biography. Picador/Farrar Straus and Giroux. 2003.
- Soul of the Age: the Life, Mind and World of William Shakespeare. Viking. 2008. ISBN 0-670-91482-7.
- English Literature: A Very Short Introduction. Oxford University Press. 2010. ISBN 0-19-956926-6.
- Editor, The Public Value of the Humanities. Bloomsbury. 2011.
- Shakespeare Staging the World. British Museum London/Oxford University Press New York. 2012., co-written with Dora Thornton

- Charles Lamb: Elia and the The Last Essays of Elia. Oxford University Press. 1987.
- The Arden Shakespeare: Titus Andronicus. Routledge. 1995.
- John Clare: Selected Poems. Faber and Faber. 2004.
- The RSC Shakespeare: Complete Works. Macmillan/Random House Modern Library. 2007.
- The RSC Shakespeare: Individual Works, 34 vols. Macmillan/Random House Modern Library. 2008-12.
- The RSC Shakespeare: Collaborative Plays by Shakespeare and Others. Macmillan. 2013.

- Bate, Jonathan (4 de octubre de 2008). «Of cabbages and kings». The Spectator 308 (9397): 41. Archivado desde el original el 4 de diciembre de 2008. Consultado el 23 de diciembre de 2008. Review of Robert Pogue Harrison (2008). Gardens : an essay on the human condition. U Chicago Press. ISBN 978-0-226-31789-2.